# Pseudostenophylax kostjuki
Pseudostenophylax kostjuki là một loài Trichoptera trong họ Limnephilidae. Chúng phân bố ở miền Cổ bắc.